# Itaewon
Itaewon (Hangul: 이태원, Hán-Việt: Lê Thái Viện, IPA: [itʰɛwʌn]) là một khu vực nằm xung quanh Itaewon-dong thuộc quận Yongsan, Seoul, Hàn Quốc. Du khách quốc tế và người dân có thể đến khu vực này bằng tàu điện ngầm Seoul tuyến 6 thông qua các ga Itaewon, Noksapyeong và Hangangjin. Theo thống kê, có khoảng 22.000 người cư trú ở đây, chủ yếu là cư dân thủ đô Seoul, khách du lịch, người nước ngoài và các quân nhân của quân đội Hoa Kỳ.

## Từ nguyên
Từ "Itaewon" bắt nguồn từ tên của một tòa nhà thời phong kiến chuyên dành cho các đoàn sứ bộ ngoại giao nước ngoài đến ở trọ và làm việc khi đi sứ do triều đình điều hành dưới thời kỳ của nhà Triều Tiên. Ngày nay, khu vực này vẫn được gọi là Itaewon (Lê Thái Viện) vì có rất nhiều cây lê (chữ Hán: 梨). Theo các ghi chép cổ xưa, khu vực này và cái tên Itaewon cũng được viết bằng các bản phiên âm Hanja khác, chẳng hạn như 李泰院 hay 異胎院.

## Du lịch
Có rất nhiều nhà hàng ở Itaewon phục vụ các món ăn không phổ biến ở Hàn Quốc, văn hóa ẩm thực nơi đây đến từ khắp thế giới. Itaewon được gọi với biệt danh là "Thị trấn phương Tây", gợi nhớ đến những con phố của người Hoa ở các quốc gia phương Tây.

Itaewon cùng với Insa-dong và tháp N Seoul là những địa điểm du lịch nổi tiếng. Itaewon có các khách sạn lớn như Grand Hyatt hay Hamilton. Itaewon còn được biết đến với các nhà sản xuất quần áo thủ công lâu đời, chuyên làm đồ may mặc tùy chỉnh.

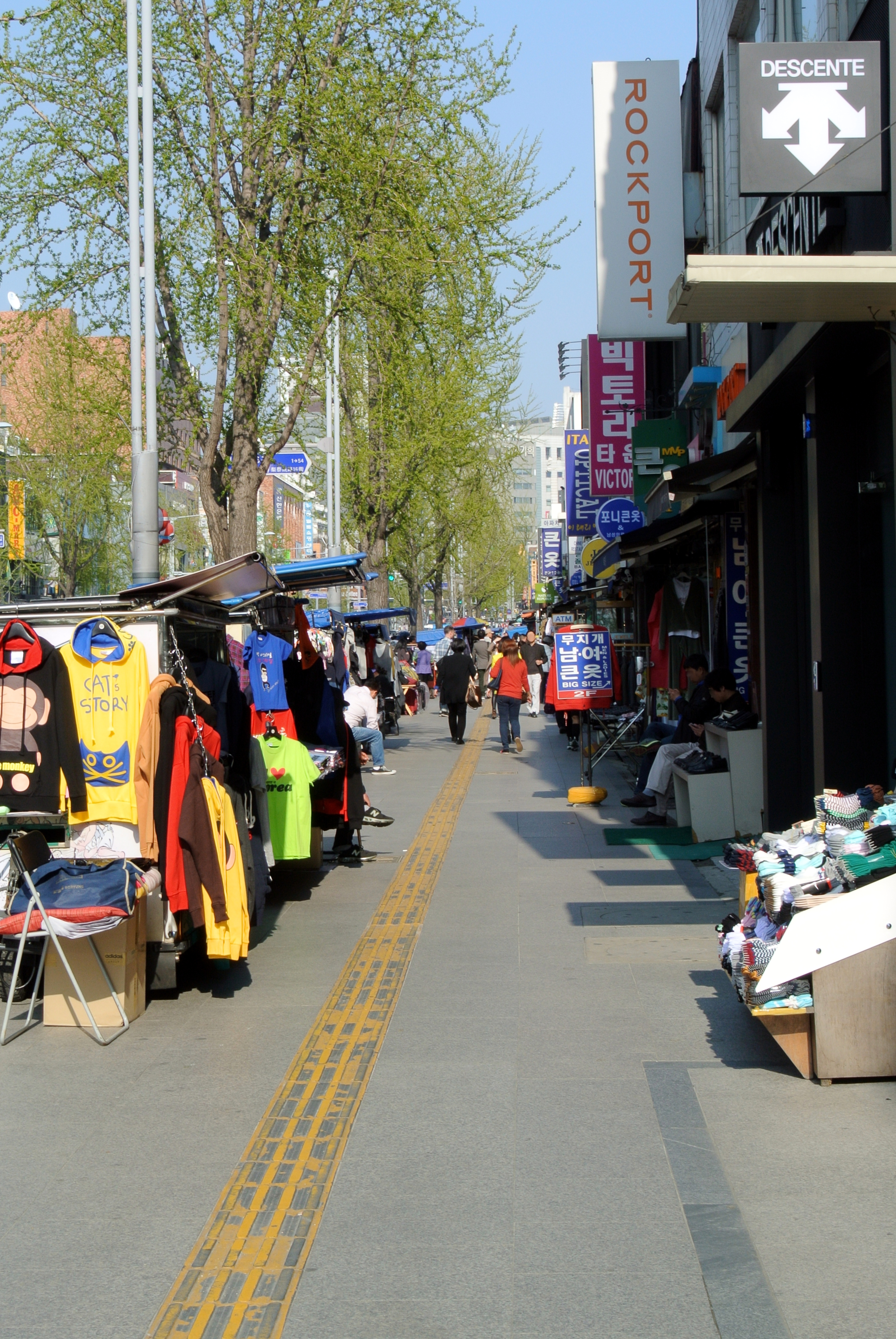
Một con đường ở Itaewon
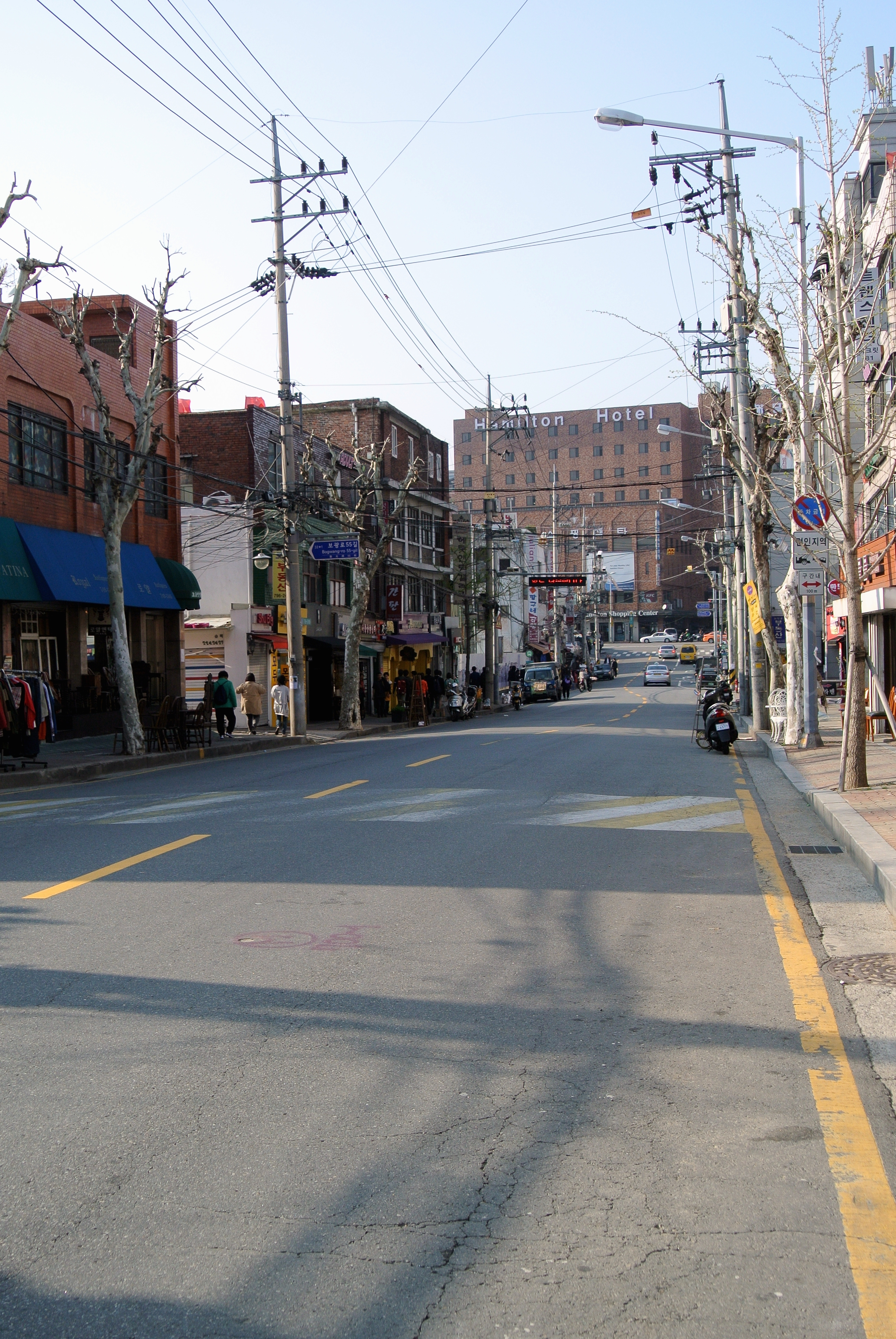
Phố Bogwang và khách sạn Hamilton

### Phố Gyeongnidan

Lễ hội Halloween ở Itaewon

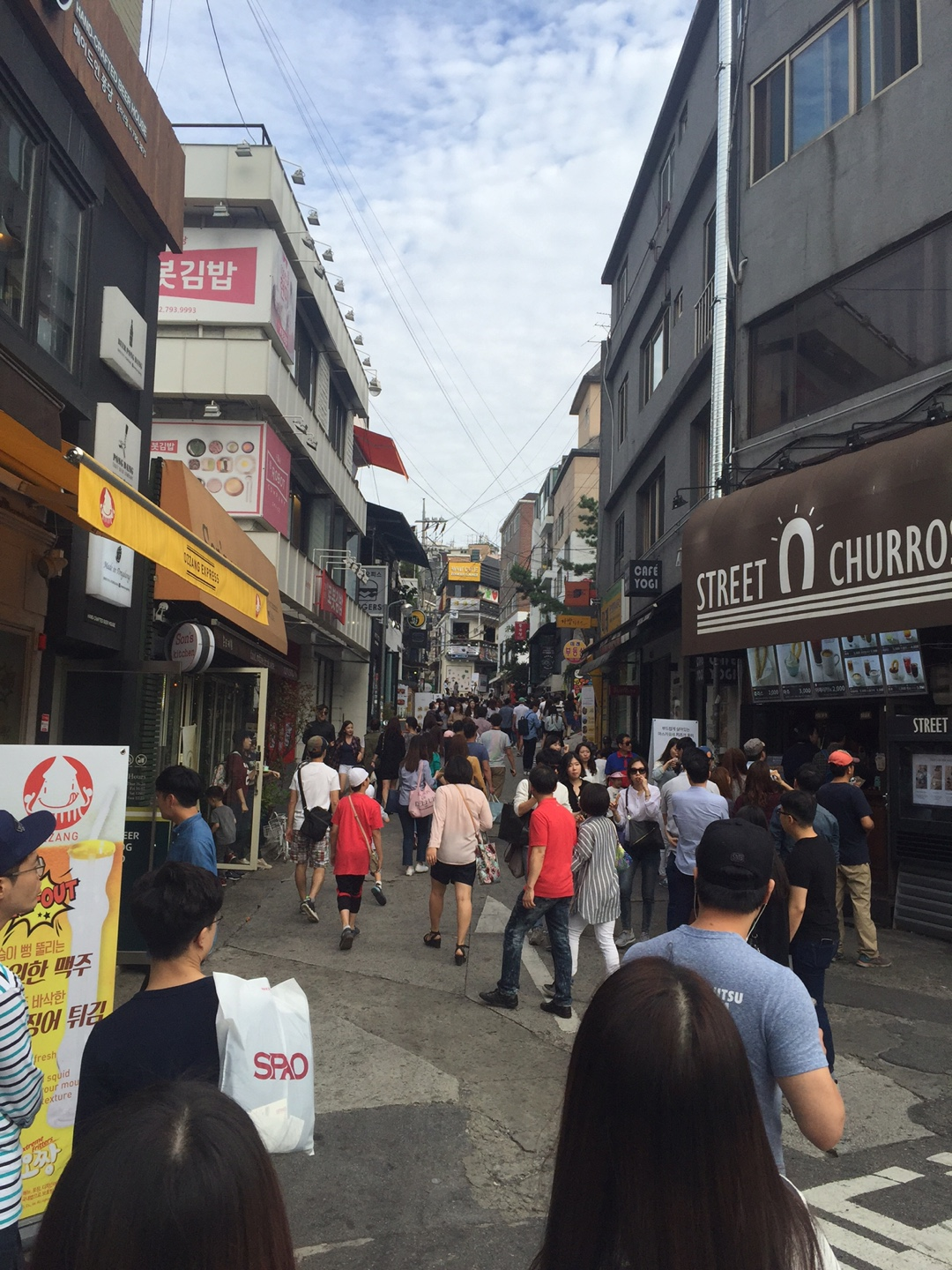
Đường Gyeongnidan

Phố Gyeongnidan của Itaewon được gọi với biệt danh là "Khu phố đa quốc gia". Có rất nhiều nhà hàng nước ngoài dọc theo con phố này.

## Lễ hội
- Lễ hội làng toàn cầu
- Lễ hội Halloween

## Văn hóa
Ca sĩ J.Y.P và Yoo Se-yoon phát hành bài hát Itaewon Freedom vào tháng 4 năm 2011 có tiêu đề ám chỉ nhận thức, cái nhìn mới của người dân về không khí ngoại quốc sôi động, cởi mở ở Itaewon trái ngược với văn hóa truyền thống. Sự phổ biến của bài hát đã truyền cảm hứng cho một bài hát khác sau này đến từ nhóm nhạc nữ Crayon Pop năm 2013. Cả hai video âm nhạc đều có các cảnh quay ở Itaewon.
Năm 2020, bộ phim Itaewon Class lên sóng, tạo ra sức hút lớn với công chúng. Nhờ đó khu phố này đã được biết đến rộng rãi hơn và thu hút thêm du khách.

## Phục hồi sau sự kiện 11/9
Itaewon là khu vực thương mại gần nhất với doanh trại Yongsan của lực lượng liên quân Hoa Kỳ - Hàn Quốc. Trước năm 2001, Itaewon được biết đến nhiều nhất với các quán bar và phố đèn đỏ. Sau sự kiện 11/9, tất cả các căn cứ quân sự Mỹ bị đóng cửa tạm thời cùng lệnh giới nghiêm được ban hành dẫn tới việc nhiều quán bar và các khu phố đèn đỏ cũng ngừng hoạt động. Tuy nhiên, sau khi thiết quân luật hết hiệu lực, các dịch vụ này được mở lại và dần biến Itaewon thành một khu vực giải trí nổi tiếng. Đây là nơi tổ chức Lễ hội Làng Toàn cầu Itaewon hằng năm nhằm củng cố danh tiếng của Itaewon như một Gangnam nhưng đa dạng các nền văn hóa.

## Thảm kịch Halloween 2022 tại Itaewon
Vụ giẫm đạp Halloween tại Seoul 2022 diễn ra vào ngày 29 tháng 10 năm 2022 tại phố Itaewon, nguyên nhân được cho là sự cố chèn ép do đám đông chen lấn, xô đẩy, khiến các nạn nhân nghẹt thở, tử vong. Vụ tai nạn đã khiến ít nhất 156 người chết (trong đó có 26 người ngoại quốc) và 172 người bị thương.
Sự cố chèn ép đám đông này là thảm họa tồi tệ nhất trong thời bình ở Hàn Quốc kể từ sau Vụ lật phà Sewol vào năm 2014 khiến hơn 300 người thiệt mạng. Đây cũng là sự kiện thương vong hàng loạt lớn nhất ở Seoul kể từ sau vụ sập cửa hàng bách hóa Sampoong vào năm 1995 với 502 người chết và 937 người bị thương.
Tổng thống Hàn Quốc Yoon Suk-yeol đã tuyên bố để Quốc tang từ ngày 29 tháng 10 năm 2022 đến ngày 5 tháng 11 năm 2022 để tưởng nhớ các nạn nhân thiệt mạng trong vụ giẫm đạp này.

## Vận chuyển
- Ga Itaewon -  Tàu điện ngầm Seoul tuyến số 6